# Rémy Ceillier
Remy Ceillier, francoski benediktinski zgodovinar in teolog, * 14. maj 1688, † 17. november 1761.